# Куку Емір-Усеїн Кемалович
Емір-Усеїн Кемалович Куку (26 червня 1976, м. Новоросійськ) — кримський правозахисник, член Кримської контактної групи з прав людини, політв'язень.

## Життєпис
Емір-Усеїн Куку народився в м. Новоросійську в сім'ї ветерана Національного руху кримських татар Кемала Куку. З дитинства ріс в атмосфері боротьби за відновлення прав кримськотатарського народу, адже його батько був відомим авторитетним активістом кримськотатарського національного руху в Новоросійську і в Краснодарському краї, очолював там ініціативну групу. Їхній будинок був свого роду штабом, куди практично кожен день приходили прості люди й активісти з усього Краснодарського краю, де обговорювалися різні питання Національного руху. Готували проекти звернень і заяв до керівництва СРСР, організовували збір фінансових коштів для відправки делегатів до Москви. Продумували мирні акції — зустрічі з керівництвом краю та міста щодо проблем кримських татар, і за необхідності організовували проведення мітингів.
У 1993 році сім'я переїхала до Криму. Вони отримали земельну ділянку під зведення будинку в рідному селі Кемала Куку — Кореїзі. Разом з батьком Емір-Усеїн будував будинок на рідній землі.
У 2000 році Емір-Усеїн закінчив Херсонський державний технічний університет за спеціальністю «менеджмент». У 2001 році — Харківський фінансово-економічний інститут за спеціальністю «бухгалтерський облік». Має незакінчену юридичну освіту.
У 2005 році створив сім'ю, має двох дітей, сина Бекіра та доньку Сафіє. Дружина Мер'єм — учитель англійської та кримськотатарської мов, також займається репетиторством.
Емір-Усеїн активно включився в громадське життя кримських татар ялтинського регіону. Громадські заходи, які відбувалися в смт Кореїз і в м. Ялта, проводилися за його активної участі: жалобні заходи, присвячені даті 18 травня 1944 року (див. Депортація кримських татар), проведення загальноялтинського національного свята «Хидирлез», реставрація старої Кореїзької мечеті. Також боровся за збереження кримськотатарського кладовища, займався моніторингом випадків дискримінації мусульман. Працював спеціалістом центру інформаційного та матеріально-технічного забезпечення Ялтинської мерії.

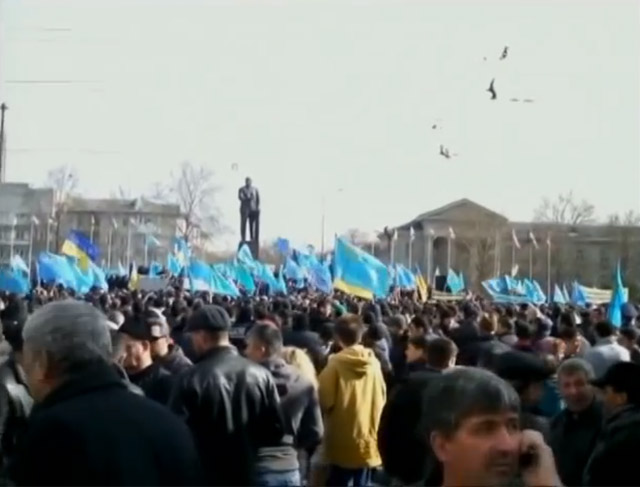
Проукраїнська маніфестація у Сімферополі 26 лютого 2014

Під час анексії Криму був учасником проукраїнського мітингу у Сімферополі 26 лютого 2014 року; після того продовжував активне громадське життя. Напередодні 70-річчя Перемоги разом з батьком взявся за увічнення пам'яті кримських татар, яких призвали з цих місць на Німецько-радянську війну. Разом з однодумцями вони звели Алею пам'яті уродженцям селищ Кореїз і Місхор.
Коли в Криму почали зникати молоді кримські татари і почалися обшуки в будинках кримських татар, Емір-Усеїн приєднався до Кримської контактної групи з прав людини, яка займається пошуками зниклих людей і юридичним захистом заарештованих кримських татар, брав у ній активну участь.

## Переслідування
20 квітня 2015, після того як Куку викрив намагання ФСБ завербувати його в якості таємного інформатора, він був схоплений людьми в камуфляжі без розпізнавальних знаків, його доставили додому, де був проведений обшук, а потім на допит до спецслужби. Стверджувалося, що слідчі дії проводяться в рамках кримінальної справи за ст. 282 КК РФ («Дії, спрямовані на збудження ненависті або ворожнечі»). Куку били по дорозі на допит, пізніше в медустанові йому зафіксували забій нирки.
Після анексії Криму влада РФ «загравала» із представниками кримськотатарського народу. Батькові Еміра, Кемалу Куку, в травні 2014 дали російську медаль «За повернення Криму». Однак, після першого обшуку Куку-молодшого до ФСБ з'явився батько і кинув отриману роком раніше нагороду. Незабаром Кемал помер.
11 лютого 2016 в будинку Еміра-Усеїна Куку в Кореїзі відбувся обшук, а його самого затримала російська окупаційна влада півострова. На правозахисника заведена кримінальна справа за фактом нібито участі в діяльності оголошеної в Росії терористичною організації «Хізб ут-Тахрір» (в Україні ця організація легальна). 12 лютого суд обрав запобіжний захід у вигляді арешту, з того часу не змінений.
Адвокат Еміль Курбедінов та мати в'язня Муніра Абдураімова розповіли про нелюдські умови утримання в сімферопольському СІЗО: їжа, в якій плавають таргани та шкіра з шерстю; клопи і блохи, від яких «уся постільна білизна в крові», про недостачу ліжок у зв'язку із завантаженістю камер (сплять по черзі) і т. ін. Також у СІЗО є проблеми з водою: її періодично відключають, хоча камери переповнені. Відомо, що мусульман на постійній основі годують свининою, забороненою ісламом, перешкоджають їм у здійсненні намазу. Хворим не надають медичної допомоги, в результаті чого за ґратами фіксується не менше 10 смертей за рік.
У грудні 2016 Еміра-Усеїна відправили на примусове проходження психіатричної експертизи, яка тривала близько місяця.
Протягом всього часу перебування в СІЗО йому немотивовано відмовлялося в побаченнях з рідними, навіть судові слухання проводилися в закритому режимі (справу розглядав Ростовський окружний військовий суд на виїзних засіданнях у Сімферополі).
Наприкінці 2017 — на початку 2018 року Куку разом з іншими фігурантами «ялтинського Хізб ут-Тахріру» перевезли до Ростова-на-Дону для проведення «суду». Етапування, за словами адвокатів, поєднувалося зі знущаннями. З того часу він перебуває в СІЗО № 4 Ростова-на-Дону в одиночній камері під постійним відеоспостереженням.
26 червня 2018 року, на свій день народження, політв'язень почав безтермінове голодування, під час якого схуд на дев'ять кілограмів та оголосив ультиматум Президенту РФ Володимиру Путіну:
|  | Я, Куку Емір-Усеїн Кемалович, 26.06.1976 року народження, громадянин України, кримський татарин, мусульманин, оголошую голодування (відмова від вживання їжі) з 06:00 26.06.2018 року доти, доки не вирішиться питання зі звільненням політв'язнів у російських в'язницях, виправних колоніях, у кількості 70 осіб. Крім того, я вимагаю припинити репресії проти кримських татар та інших вірян у Криму. |

Через 24 дні, 19 липня, Емір-Усеїн припинив голодування. Стан його здоров'я за цей час значно погіршився.
22 листопада 2018 ростовський суд відправив ялтинську «справу Хізб ут-Тахрір» на повторне розслідування прокурору до Криму; відповідно, Куку з іншими обвинуваченими перевели на окупований півострів наприкінці року.
17 вересня 2019 у Ростові-на-Дону розпочався повторний судовий процес над кримськими татарами в так званій «справі Хізб ут-Тахрір», у тому числі Е.-У. Куку. Емір-Усеїн звинувачувався за ч. 2 ст. 205.5 КК РФ (участь у діяльності терористичної організації) — 8 років позбавлення волі, за ч. 1 ст. 30, ст. 278 (готування до насильницького захоплення влади або насильницького утримання влади) — 9 років. 12 листопада оголошено вирок: 12 років позбавлення волі.
Ув'язнення правозахисник відбуває у колонії в Салаваті (Башкортостан). 21 червня 2023 його терміново вивезли до лікарні з нападом болю в нирках. Діагностовано порушення важливих функцій кишки, і 23 червня проведено невідкладну хірургічну операцію. Згодом, за словами дружини, його перевели до лікарні в Уфі, а невдовзі повернули до колонії.

## Визнання як політв'язня, підтримка
Міністерство закордонних справ України висловило протест через протиправні та антигуманні дії російської сторони щодо громадян України Мусліма Алієва, Еміра-Усеїна Куку, Вадима Сірука, Енвера Бекірова, Рефата Алімова та Арсена Джеппарова, незаконно переміщених із тимчасово окупованого Криму в Росію.
Російський правозахисний центр «Меморіал» включив Еміра-Усеїна Куку до програм «Підтримка політзеків» та «Переслідування мусульман». Про фігурантів справи «Хізб ут-Тахрір» на сайті «Меморіалу» зазначено: 
| Позбавлені волі за відсутності події або складу злочину з порушенням російського та міжнародного права. Тривалість або умови позбавлення волі явно непропорційні суспільній небезпеці засуджених[5]. |
Amnesty International вимагає негайно звільнити Еміра-Усеїна Куку і припинити його переслідування. 
| Суд над Куку сам по собі є порушенням міжнародного гуманітарного права, що не допускає розгляду справи жителя окупованої території у військовому суді[24]. | Amnesty International Ukraine: 
| Справа та арешт Еміра-Усеїна Куку у зв’язку з членством у екстремістській організації є необґрунтованими та розпочатими виключно через його правозахисну діяльність та відмову співпрацювати з окупаційною владою[4]. |
Кампанія LetMyPeopleGo започаткована ініціативою «Євромайдан SOS» для захисту усіх ув'язнених за політичними мотивами громадян України в Росії та окупованому нею Криму. Кампанія ставить за мету звільнення всіх людей зі списку LetMyPeopleGo, яких називає заручниками Кремля. Емір-Усеїн Куку у цьому списку.
Міжнародна організація Front Line Defenders також вимагає негайно звільнити з-під варти правозахисника.
Російські активісти, які об'єдналися в безстрокову акцію «Стратегія-18», 4 грудня 2017 провели у Москві акцію на його підтримку.
Human Rights Watch включила Куку до звіту про погіршення стану з правами людини в Криму від 14 листопада 2017 року.
Стан здоров'я політв'язня викликає стурбованість як в українського омбудсмена, так і в Європейського суду з прав людини.
Резолюція Генеральної Асамблеї ООН «Ситуація з правами людини в Автономній Республіці Крим та м. Севастополь, Україна» від 22 грудня 2018 року висловила «глибоке занепокоєння повідомленнями про те, що з 2014 року влада Росії використовує тортури для отримання підроблених свідчень у політично мотивованих переслідуваннях, включно зі справою українського режисера Олега Сенцова, подальшими затриманнями і арештами Росією українських громадян, включно з Володимиром Балухом та Еміром-Усеїном Куку». Резолюції ООН вкрай рідко містять імена конкретних політв'язнів. Серед останніх відомих випадків в історії організації — згадка дисидентів Нельсона Мандели (ПАР) та Аун Сан Су Чжі (М'янма).
Заклик звільнити кримськотатарського в'язня перепідтверджено в Резолюціях ГА ООН від 18 грудня 2019 року, від 7 грудня 2020 року та від 16 грудня 2021 року.